# Ottfried Neubecker
Ottfried Neubecker (Charlottenburg, 22 de marzo de 1908-Wiesbaden, 8 de julio de 1992) fue un heraldista y vexilólogo alemán.

## Biografía
Hijo del jurista Friedrich Karl Neubecker, estudió en las universidades de Ginebra, Heidelberg y Berlín. Comenzó a trabajar en el Ministerio Federal del Interior, Para la Construcción y la Patria con Edwin Redslob, que era el Reichskunstwart, un cargo responsable de los asuntos artísticos y su legislación durante la República de Weimar. Publicó su primer trabajo "Die Reichseinheitsflagge" en 1926, sobre la Bandera Imperial de Guerra, y lo amplió en 1929 con el título de "Die deutschen Farben". 
Tras la Segunda Guerra Mundial vivió en la República Democrática Alemana y en 1962 escapó con todos sus archivos a  Alemania Occidental, por lo que pudo participar en el I Congreso Internacional de Vexilología organizado por la Federación Internacional de Asociaciones Vexilológicas en 1965. Entre 1973 y 1981 fue Presidente de esta federación, y Secretario General entre 1981 y 1983. También fue miembro del consejo de la Academia Internacional de Heráldica (Académie Internationale d´Héraldique) y fundador de la Sociedad Heráldica Alemana (Wappen-Herold Deutsche Heraldische Gesellschaft e. V.)
En 1982 se le otorgó la Orden del Mérito de la República Federal de Alemania

## Publicaciones
- Die Reichseinheitsflagge, 1926
- Die deutschen Farben, 1929
- Das Deutsche Wappen 1806-1871, Berlín 1931
- Deutsch und Französisch für Heraldiker, Berlín 1934
- Fahnen und Flaggen, Leipzig 1939
- Flaggenbuch des Oberkommandos der Kriegsmarine, 1939
- Kleine Wappenfibel, Konstanz 1969
- Heraldik / Wappen - ihr Ursprung, Sinn und Wert, Frankfurt/Múnich 1977
- Wappenbilderlexikon, Múnich 1985
- A Guide to Heraldry, Adligenswil 2006